# Michiel ten Hove

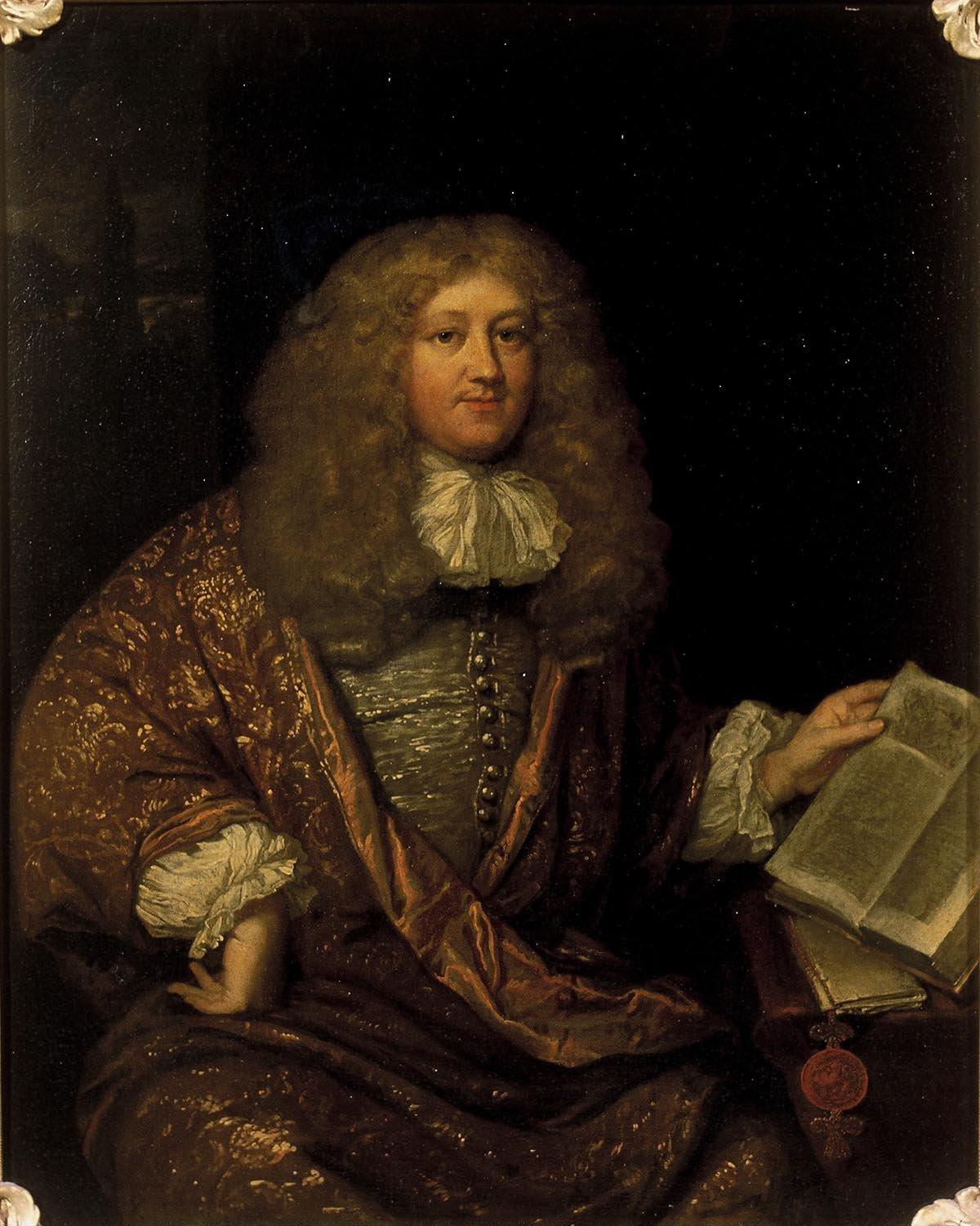
Michiel ten Hove

Michiel ten Hove ('s-Gravenhage, 24 februari 1640 - aldaar, 24 maart 1689) was een waarnemend raadpensionaris van Holland en West-Friesland in 1688 en 1689, overleed vóór de Staten tot de definitieve benoeming van een raadpensionaris hadden kunnen overgaan. Hij trouwde met Elisabeth van Bebber (1643-1704), weduwe van de rijke koopman Jehan Diercquens uit Middelburg. Ten Hove bleef kinderloos.
Hij was sinds 1664 een advocaat van de West-Indische Compagnie en was vanaf 1672 pensionaris van de stad Haarlem. Hij was een zoon van Nicolaas ten Hove en Cornelia Fagel, en was een neef van Gaspar Fagel, die hem voorging als raadpensionaris en stierf in 1688.